# بریت اکرستروم
بریت اکرستروم (انگلیسی: Britt Eckerstrom؛ زادهٔ ۲۸ مهٔ ۱۹۹۳) بازیکن فوتبال اهل ایالات متحده آمریکا است.
وی همچنین در تیم ملی فوتبال United States U17 بازی کرده‌است.